# Omar Abdullah
Omar Abdullah (n. 1970). Hijo de Farooq Abdullah y nieto del Sheik Mohammed Abdullah, ambos ex primeros ministros de Cachemira. Educado en la escuela de Srinagar, y luego un Bachillerato en Comercio Exterior en la Universidad de Strathclyde, Escocia.
Militante del partido Conferencia Nacional de Jammu y Cachemira, en 1998 fue elegido miembro del Lok Sabha (Cámara del Pueblo) en representación de Srinagar. En 1999 juró como ministro de Comercio e Industria y en 2001 en la cartera de Asuntos Exteriores, ambos en el gobierno de Atal Bihari Vajpayee.
Dimitió a la cancillería en 2002 por oponerse a la violencia del gobierno contra insurgentes en Gujarat. En 2006 se reunió con Pervez Musharraf, presidente pakistaní, en el primer acercamiento de un líder cachemiro con autoridades de Pakistán.
En las elecciones de 2008 logró acceder a la jefatura de ministros de Jammu y Cachemira, y se ha comprometido a facilitar conversaciones entre separatistas cachemiros y el gobierno de la India.
| Predecesor: Ghulam Nabi Azad | Jefe de Ministros de Jammu y Cachemira 2009-2015 | Sucesor: - |

- Datos: Q2745305
- Multimedia: Omar Abdullah / Q2745305